# イラン・イスラーム共和国憲法
イラン・イスラーム共和国憲法（イラン・イスラームきょうわこくけんぽう、ペルシア語: قانون اساسی جمهوری اسلامی ایران）は、1979年に制定されたイラン・イスラーム共和国の憲法である。

## 沿革
イラン・イスラム革命直後の1979年6月、憲法草案はバーザルガーン暫定内閣の元でフランス第五共和国憲法をモデルとして策定され、その後の制憲議会において修正された。憲法は1979年10月に国民投票で承認され、12月に施行された。
1989年、次のような憲法改正がなされた。
- 最高指導者の資格からマルジャエ・タクリードを撤廃した。これはヴェラーヤテ・ファギーフ（ペルシア語版、英語版）（法学者の統治）体制にとって重大な修正ではあったが、これによってホメイニー師の後継者と目されていたハーメネイー師の最高指導者就任が可能となった。
- 公益判別会議の設置。
- 首相職の廃止。

## 構成

### 第1章 一般原則
- 第1条 : 政体をイスラム共和制とする。
- 第2条 : 根本原則
- 第3条 : 国家の責務の規定。以下が含まれる。
  - イランにおける植民地主義及び他国の影響の拒絶
  - 独裁政治、絶対主義の排除
  - 政治的、社会的自由の保障
  - 全世界の被抑圧者への無条件の支持
- 第4条 : すべての法律および規則はイスラム教の原理に基づく。
- 第5条 : 最高指導者
- 第6条 : 民主主義
- 第9条 : 基本的人権の尊重
- 第10条 : 家庭の尊重
- 第12条 : 国教をイスラム教とする。
- 第13条 : ゾロアスター教、ユダヤ教、キリスト教への規定
- 第14条 : 非イスラム教徒への規定

### 第2章 公用語、公用暦、国旗
- 第15条 : 公用語をペルシア語とする。
- 第16条 : アラビア語教育の規定。
- 第17条 : 公用暦をヒジュラ暦とする。
- 第18条 : 国旗

### 第3章 人権
- 第19条 : 法の下の平等
- 第20条 : 両性の平等
- 第21条 : 女性の権利の保護
- 第23条 : 思想の自由
- 第24条 : 報道の自由
- 第25条 : 通信の秘密
- 第26条 : 結社の自由
- 第27条 : 集会の自由
- 第28条 : 職業選択の自由
- 第29条 : 社会保障
- 第30条 : 義務教育
- 第32条 : 逮捕の原則
- 第33条 : 居住移転の自由
- 第34条 : 裁判を受ける権利
- 第36条 : 罪刑法定主義
- 第37条 : 無罪推定の原則
- 第38条 : 拷問の禁止
- 第40条 : 公共の福祉
- 第41条 : 公民権
- 第42条 : 外国人の公民権

### 第4章 経済及び財政問題
- 第43条 : 経済の基本方針を規定する。以下が含まれる。
  - 高利貸し、独占事業の禁止
  - 資源の損耗の回避
  - 他国による経済支配の回避
  - 農業及び工業生産の促進と、この点に関しては自給自足を目指すこと
- 第44条 : 経済を公的部門・共同部門・私的部門の各部門に基礎を置くとして所有対象事業を定め、また所有権の尊重を定める。
- 第45条 : 所有者のいない国家資源を国有とする。
- 第47条 : 私的所有権の尊重
- 第48条 : 資源を各地方に均等に配分・利用するよう規定する。
- 第49条 : 不正利得を返還ないし公共基金に編入するよう政府に義務付ける。
- 第50条 : 環境保護
- 第51条 : 租税法律主義
- 第54条 : 会計検査院

### 第5章 国民の主権
三権分立を規定する。
- 第59条 国民投票及び国会の総選挙

### 第6章 立法
- 第64条 : 国会の定数及び少数宗派の代議員の規定
- 第67条 : 国会議員に忠誠の誓いを義務づける。
- 第78条 : 国境変更の禁止
- 第81条 : 外国人による会社設立の禁止
- 第82条 : 外国人の雇用の禁止
- 第90条 : 請願
- 第91条 : 監督者評議会

### 第7章 評議会
地方評議会や各種評議会について規定する。

### 第8章 最高指導者
- 第108条 : 専門家会議
- 第109条 : 最高指導者の資格要件の列挙

### 第9章 大統領、内閣、軍隊、革命防衛隊
- 第115条 : 大統領の被選挙人資格要件の列挙
- 第121条 : 大統領の就任宣誓

- 第146条 : 外国によるイラン国内への軍事基地の設置を禁止
- 第148条 : 兵士や装備や施設を私的目的に利用することを禁止
- 第150条 : イスラム革命防衛隊の規定
- 第151条 : 国民皆兵の規定

### 第10章 対外政策
- 第152条 : 一国による他国への侵略と支配を拒否する。
- 第153条 : 国内の経済・文化・軍事その他資源に対する外国の支配を惹起する条約または協定の署名を禁止する。
- 第154条 : 内政不干渉の立場に立って、世界の被抑圧人民による抑圧者に対する闘争を支援する。

### 第11章 司法
- 第157条 : 最高司法評議会
- 第159条 : 法務省
- 第160条 : 法務大臣
- 第161条 : 最高裁判所
- 第165条 : 裁判公開の原則
- 第167条 : 訴訟において決定の根拠を先例またはイスラムの根源に置くよう義務づける。
- 第170条 : 判事は反イスラム的法律の擁護を控える義務を負う。
- 第172条 : 軍事裁判所
- 第173条 : 行政司法裁判所
- 第174条 : 全国監察庁

### 第14章
- 第177条 : 憲法改正